# Autobianchi Bianchina
Die Autobianchi Bianchina ist ein Kleinstwagen des italienischen Automobilherstellers Autobianchi. Der Pkw wurde von 1957 bis 1969 gebaut. Die Bianchina ist ein Fiat Nuova 500 mit Sonderkarosserie.

## Geschichte
Angeboten wurden ein zweisitziges Klein-Coupé mit Faltschiebedach, auch als Bianchina Special mit dem leistungsstärkeren Motor des Fiat 500 Sport (1957/58 bis 1962), eine zweitürige Limousine (auch mit dem Sport-Motor), ein Cabrio und eine Kombivariante mit den Bezeichnungen Furgonetta und Panoramica (in Deutschland Panorama genannt), die technisch, aber nicht vom Aufbau her, mit dem Fiat 500 Giardiniera baugleich waren. Der Motor der Kombis war um 90° nach rechts geneigt, um darüber Platz für einen Laderaum frei zu machen.
Technisch folgte die Bianchina stets den Änderungen am Fiat 500; der Motor hatte zunächst 479 cm³ Hubraum und leistete 15 PS (11 kW) wie im Nuova 500, später waren es 499,5 cm³ und 18 PS (13 kW) im Panoramica sowie 21 PS (15 kW) im Cabriolet. Die Höchstgeschwindigkeit der Fahrzeuge mit dem 21-PS-Motor lag bei 105 km/h.
1969 wurde die Produktion der Bianchina-Baureihe beendet. Dafür rückte die bis 1977 produzierte Autobianchi Giardiniera ins Programm. Dies war die im Wesentlichen unverändert weiter gebaute, bei Fiat selbst aufgegebene Kombiversion Fiat 500 Giardiniera.

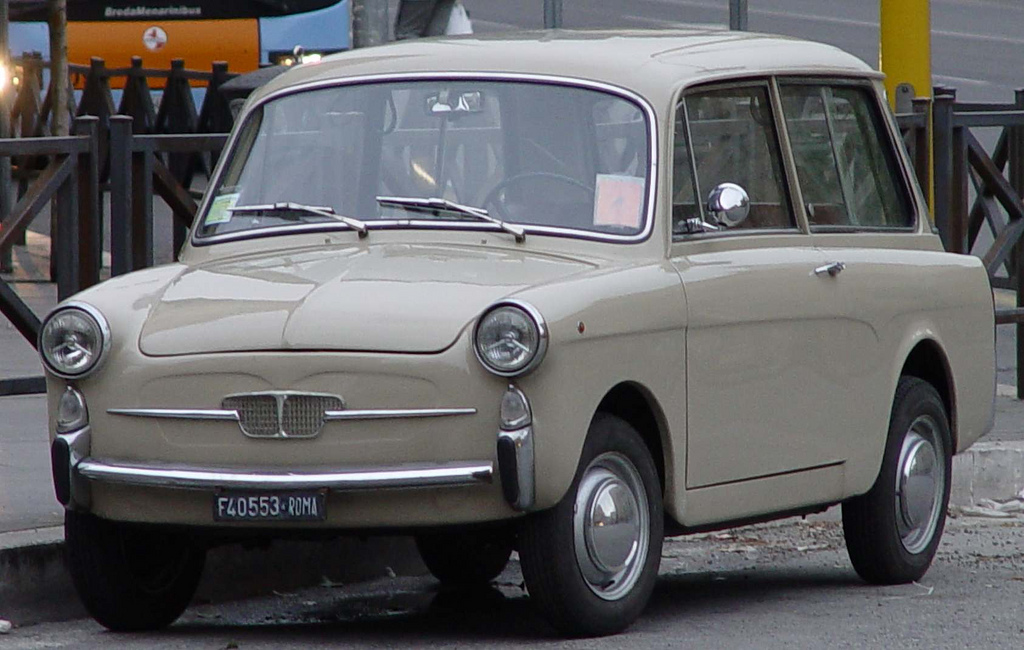
Autobianchi Bianchina Panoramica (1960–1969)
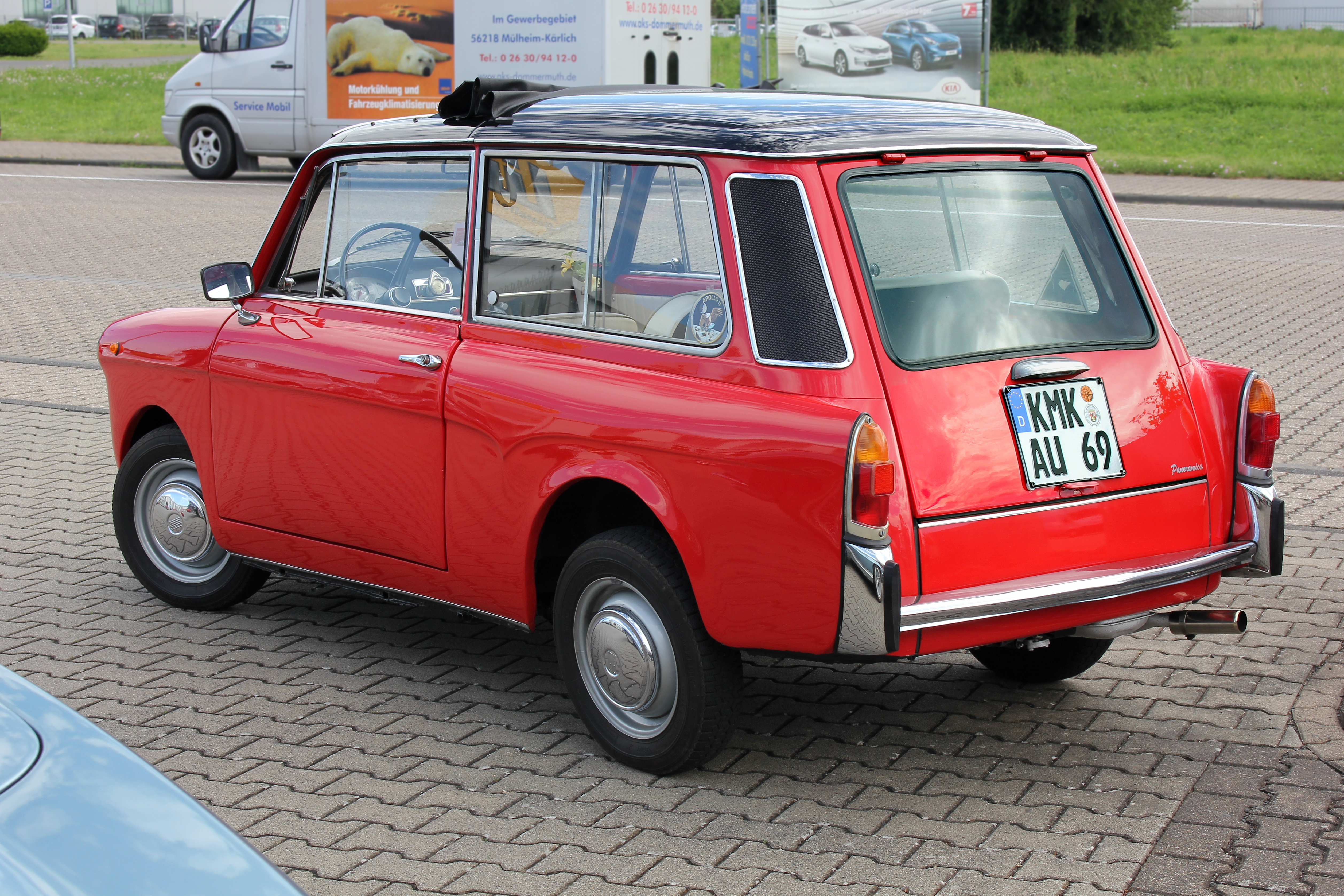
Panoramica 1969
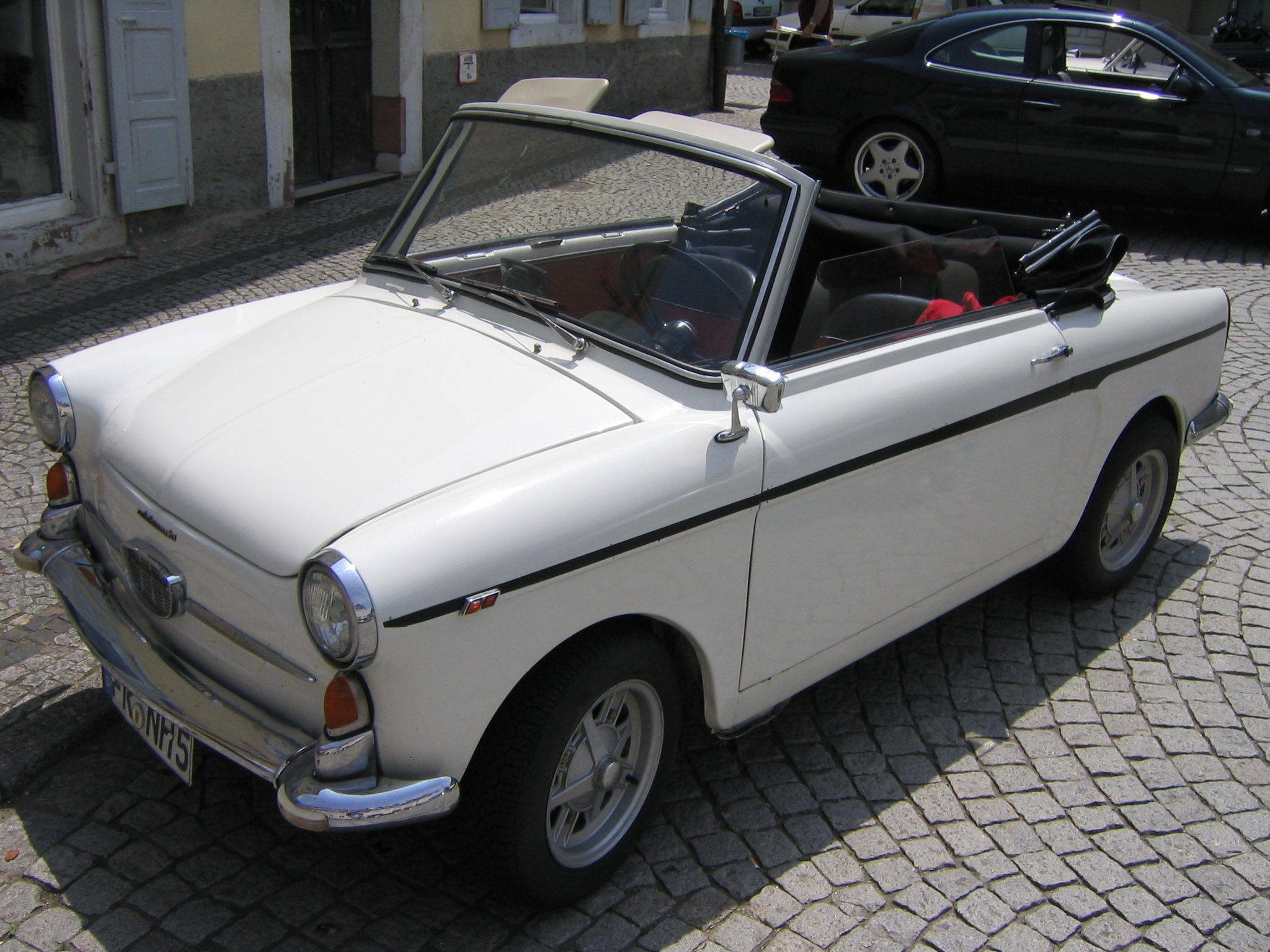
Autobianchi Bianchina Cabriolet (1960–1968)
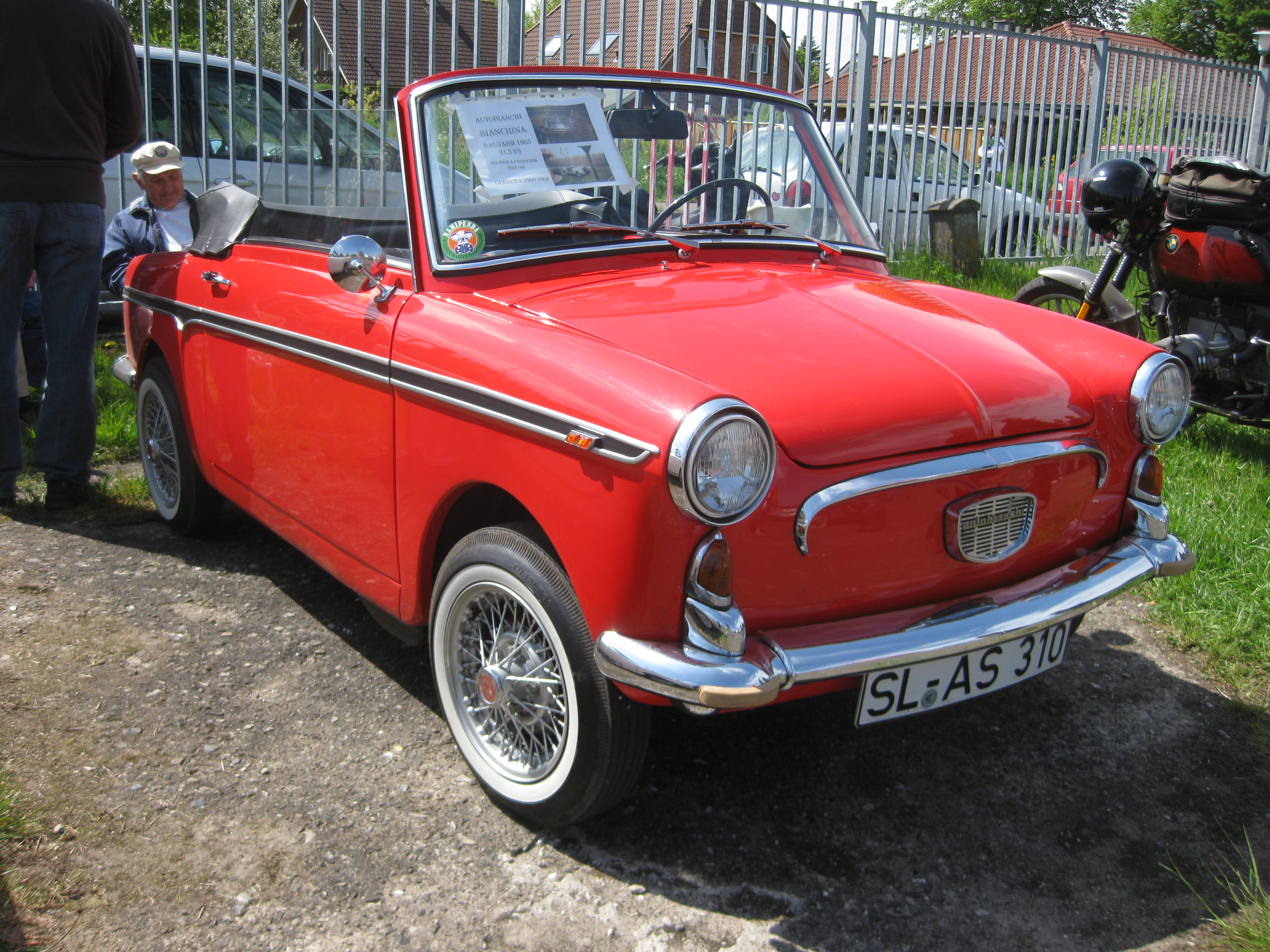
Autobianchi Bianchina Cabriolet (1965)
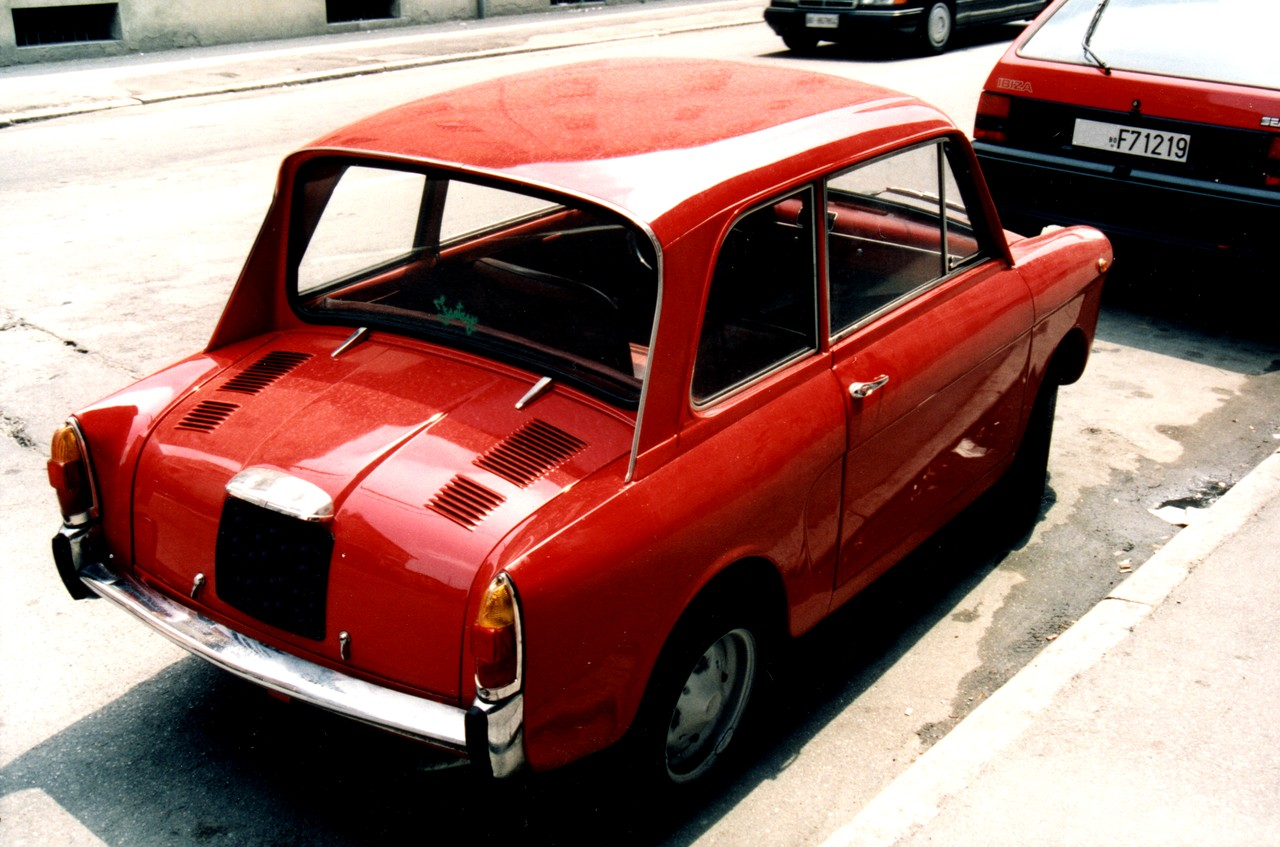
Autobianchi Bianchina Limousine (1962–1969)
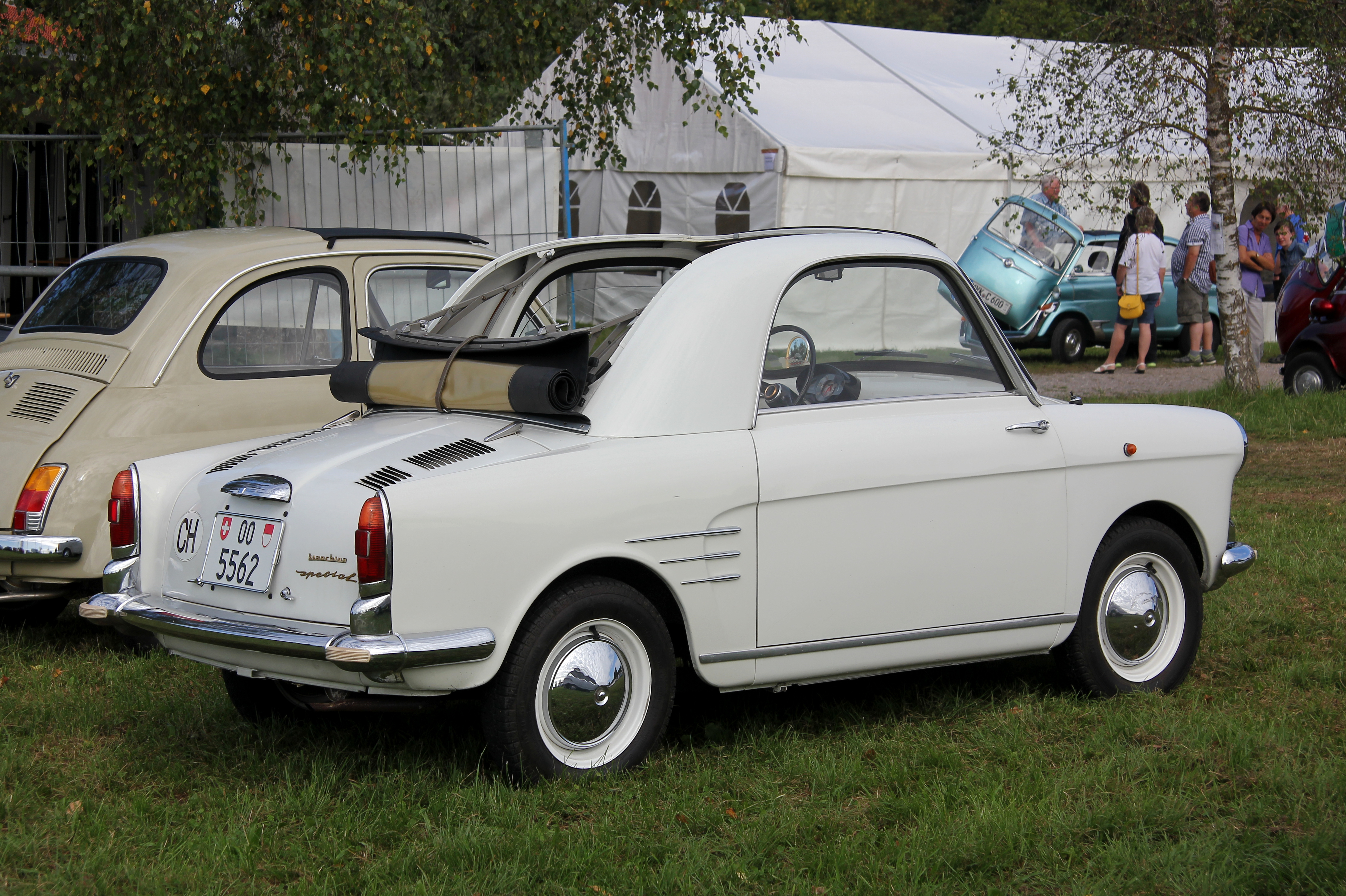
Bianchina Trasformabile „special“

| Autobianchi Bianchina:     | Coupé (1957–1960)                                                          | Coupé Speciale (1958–1962)                                                 | Berlina 110 DBA (1962–1969)                                                | Panoramica (1960–1969)                                                     |                  |
| -------------------------- | -------------------------------------------------------------------------- | -------------------------------------------------------------------------- | -------------------------------------------------------------------------- | -------------------------------------------------------------------------- | ---------------- |
| Motor:                     | Reihenzweizylinder im Heck (Viertakt), Block und Kopf aus Leichtmetall     | Reihenzweizylinder im Heck (Viertakt), Block und Kopf aus Leichtmetall     | Reihenzweizylinder im Heck (Viertakt), Block und Kopf aus Leichtmetall     | Reihenzweizylinder im Heck (Viertakt), Block und Kopf aus Leichtmetall     |                  |
| Hubraum:                   | 479 cm³                                                                    | 499,5 cm³                                                                  | 499,5 cm³                                                                  | 499,5 cm³                                                                  | 499,5 cm³        |
| Bohrung × Hub:             | 66 × 70 mm                                                                 | 67,4 × 70 mm                                                               | 67,4 × 70 mm                                                               | 67,4 × 70 mm                                                               | 67,4 × 70 mm     |
| Leistung:                  | 12 kW (16,5 PS)                                                            | 18 kW (25 SAE-PS)                                                          | 13 kW (17,5 PS)                                                            | 13 kW (17,5 PS)                                                            | 13 kW (17,5 PS)  |
| bei 1/min:                 | 4400                                                                       | 4800                                                                       | 4400                                                                       | 4400                                                                       | 4400             |
| Max. Drehmoment bei 1/min: | 28,5 Nm bei 3500                                                           | 41 SAE-Nm bei 3500                                                         | 35,3 Nm bei 3500                                                           | 35,3 Nm bei 3500                                                           | 35,3 Nm bei 3500 |
| Verdichtung:               | 7,0 : 1                                                                    | 8,6 : 1                                                                    | 7,1 : 1                                                                    | 7,1 : 1                                                                    | 7,1 : 1          |
| Ventilsteuerung:           | Seitliche Nockenwelle (Antrieb über Kette), hängende Ventile               | Seitliche Nockenwelle (Antrieb über Kette), hängende Ventile               | Seitliche Nockenwelle (Antrieb über Kette), hängende Ventile               | Seitliche Nockenwelle (Antrieb über Kette), hängende Ventile               |                  |
| Kühlung:                   | Luftkühlung (Gebläse)                                                      | Luftkühlung (Gebläse)                                                      | Luftkühlung (Gebläse)                                                      | Luftkühlung (Gebläse)                                                      |                  |
| Getriebe:                  | 4-Gang-Getriebe mit Mittelschaltung, nicht synchronisiert Hinterradantrieb | 4-Gang-Getriebe mit Mittelschaltung, nicht synchronisiert Hinterradantrieb | 4-Gang-Getriebe mit Mittelschaltung, nicht synchronisiert Hinterradantrieb | 4-Gang-Getriebe mit Mittelschaltung, nicht synchronisiert Hinterradantrieb |                  |
| Radaufhängung vorn:        | Querblattfeder (unten) und Dreieckslenker, Teleskopstoßdämpfer             | Querblattfeder (unten) und Dreieckslenker, Teleskopstoßdämpfer             | Querblattfeder (unten) und Dreieckslenker, Teleskopstoßdämpfer             | Querblattfeder (unten) und Dreieckslenker, Teleskopstoßdämpfer             |                  |
| Radaufhängung hinten:      | Schräglenker und Schraubenfedern, Teleskopstoßdämpfer                      | Schräglenker und Schraubenfedern, Teleskopstoßdämpfer                      | Schräglenker und Schraubenfedern, Teleskopstoßdämpfer                      | Schräglenker und Schraubenfedern, Teleskopstoßdämpfer                      |                  |
| Karosserie:                | Selbsttragende Ganzstahlkarosserie                                         | Selbsttragende Ganzstahlkarosserie                                         | Selbsttragende Ganzstahlkarosserie                                         | Selbsttragende Ganzstahlkarosserie                                         |                  |
| Spurweite vorn/hinten:     | 1121/1135 mm                                                               | 1121/1135 mm                                                               | 1121/1135 mm                                                               | 1121/1135 mm                                                               |                  |
| Radstand:                  | 1840 mm                                                                    | 1840 mm                                                                    | 1840 mm                                                                    | 1840 mm                                                                    |                  |
| Reifen:                    | 125–12                                                                     | 125–12                                                                     | 125–12                                                                     | 125–12                                                                     |                  |
| Radstand:                  | 1840 mm                                                                    | 1840 mm                                                                    | 1840 mm                                                                    | 1940 mm                                                                    |                  |
| Maße L × B × H:            | 2985 × 1340 × 1320 mm                                                      | 2985 × 1340 × 1320 mm                                                      | 3020 × 1340 × 1320 mm                                                      | 3225 × 1340 × 1330 mm                                                      |                  |
| Leergewicht:               | 500 kg                                                                     | 500 kg                                                                     | 540 kg                                                                     | 585 kg                                                                     |                  |
| Höchstgeschwindigkeit:     | 95 km/h                                                                    | 105 km/h                                                                   | 95+ km/h                                                                   | 95 km/h                                                                    |                  |
| Verbrauch (Liter/100 km):  | 5,0 N                                                                      | 5,5 N                                                                      | 5–6 N                                                                      | 5–6 N                                                                      |                  |
| Preis (DM) SFr:            | -- 4.980 (1960)                                                            | -- 5.430 (1960)                                                            | -- 4.750–5.950 (1963)                                                      | 3.700 (1968) 5.500 (1963)                                                  |                  |

## Trivia
In der Verfolgungsjagd der Krimikomödie Der rosarote Panther aus dem Jahr 1963 fährt einer der Juwelendiebe als Gorilla verkleidet ein Bianchina-Cabriolet.
Im 1966er Film Wie klaut man eine Million? fährt Audrey Hepburn ein rotes Bianchina-Cabriolet.
Otto Waalkes fährt in seinem Film Otto – Der Außerfriesische ein Bianchina-Cabriolet.
Im Animationsfilm Ich – Einfach unverbesserlich 2 ist das Auto von Lucy Wilde einer Bianchina Trasformabile nachempfunden.